# Frederiks Sogn (København)
 For alternative betydninger, se Frederiks Sogn. (Se også artikler, som begynder med Frederiks Sogn)
Frederiks Sogn er et sogn i Holmens og Østerbro Provsti (Københavns Stift). Sognet ligger i Københavns Kommune; indtil Kommunalreformen i 1970 lå det i Sokkelund Herred (Københavns Amt). I Frederiks Sogn ligger Frederiks Kirke, bedre kendt som Marmorkirken.
Sognet udskiltes i 1894 fra Garnisons Sogn.